# 阿茲納卡耶沃區

阿茲納卡耶沃區在鞑靼斯坦共和国的位置

54°54′N 53°06′E / 54.900°N 53.100°E
阿茲納卡耶沃區（俄语：Азнакаевский район），是俄羅斯韃靼斯坦共和國的一個區，位於該國東南部，面積2,143.3平方公里，2010年人口29,694，人口密度每平方公里13.85人。